# Bad Harzburg
Bad Harzburg er en by og kommune i det centrale Tyskland, beliggende under Landkreis Goslar i delstaten Niedersachsen. Den ligger ved nordenden af mittelgebirgekæden Harzen og er kendt som kurby med 21.945 indbyggere (2018-12-31).

## Geografi
Bad Harzburg er beliggende i udkanten af Nationalpark Harzen. Mod øst i kommunen går grænsen Sachsen-Anhalt, der tidligere var en del af jerntæppet, og grænsen til DDR. Den lille flod Radau, som er en biflod til Oker, har sit udspring i Harzen, og løber gennem byen. Nærliggende byer er Goslar mod vest, Vienenburg mod nord, Braunlage mod syd Ilsenburg og Osterwieck mod øst.
Bad Harzburg, er inddelt i følgende kommunedele og småbyer: 
- Bad Harzburg (10.502)
- Bettingerode (467)
- Bündheim (5.746)
- Eckertal (161)
- Göttingerode (1.039)
- Harlingerode (3.210)
- Schlewecke (1.832)
- Westerode (1.109)

Indbyggertal pr.  31. december 2008

## Transport
Bundesstraße 4 går gennem Bad Harzburg, og forbinder byen med Autobahn A395 samt Braunschweig mod nord, og  Nordhausen og Erfurt mod syd. I øst-vestlig retning fører B 6 til motorvejen A14 og videre mod Bernburg og Hannover.
Fra Bad Harzburg Station har Deutsche Bahn forbindelse til Hannover, Braunschweig, Holzminden og Halle.